# 안상진
안상진(1962년 11월 10일~)은 대한민국의 포크 팝 발라드 가수로, 그는 쌍둥이 형제로 이루어진 남성 2인조 듀오 보컬 그룹 《수와진》의 구성원이다(대표곡 노래 작품으로는 《파초》, 데뷔작 노래는 《새벽 아침》).
쌍둥이 형은 안상수이며, 1989년 1월, 안상진은 서울 한강둔치에서 이른바 술에 취한 신원미상의 괴한들한테 갑자기 피습되면서 세차례의 뇌수술을 받음으로써 형인 안상수 혼자 《영원히 내게》라는 곡을 발표와 함께 솔로 가수로 나서면서 나름 크게 힛트를 쳤다. 2008년이 되어서야 《사랑해야해》로 다시 뭉쳤지만, 안상진은 2011년 폐를 절단하는 폐종양 제거 수술을 받고, 2015년 2월까지 백석대학교 신학과(07학번, 4년간 휴학.)에서 신학을 공부하여 학사 학위를 취득하였으며, 2015년 6월 이후부터 현재는 인천에 거주하고 있다.

## 앨범
- 1집 수와진
- 2집 수와진 Vol.2
- 3집 수와진
- 4집 수와진
- 5집 다섯번째 이야기